# Wybory parlamentarne w Hondurasie Brytyjskim w 1965 roku

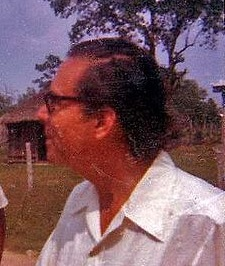
George Cadle Price

Wybory parlamentarne w Hondurasie Brytyjskim w 1965 roku zostały przeprowadzone w celu wyłonienia 18 członków Zgromadzenia Ustawodawczego. Zwycięstwo w nich uzyskała Zjednoczona Partia Ludowa (PUP), która zdobyła 16 mandatów, o dwa mniej niż cztery lata wcześniej. Skład Zgromadzenia Ustawodawczego uzupełniła Narodowa Partia Niepodległości, zdobywając dwa mandaty. Premierem został po raz kolejny George Cadle Price.

## Wyniki wyborów parlamentarnych
Do udziału w wyborach uprawnionych było 37 860 osób. Głosy oddało 26 431 obywateli, co dało frekwencję na poziomie 69,8%. Głos można było oddać na jednego z 38 kandydatów. Poza członkami dwóch wiodących partii, o elekcję obiegało się także dwóch kandydatów niezależnych - Victor Orellano w okręgu Orange Walk North oraz Juan Blanco w okręgu Orange Walk South.
|  | Partia                         | Głosy  | Procent | Mandaty | % mandatów |
|  | ------------------------------ | ------ | ------- | ------- | ---------- |
|  | Zjednoczona Partia Ludowa      | 15 271 | 57,8%   | 16      | 88,9%      |
|  | Narodowa Partia Niepodległości | 10 407 | 39,3%   | 2       | 11,1%      |
|  | Kandydaci niezależni           | 176    | 0,7%    | -       | -          |
|  | Głosy nieważne                 | 577    | 2,2%    | -       | -          |
|  | Razem                          | 26 431 | 100,0%  | 18      | 100,0%     |